# Gleb Anrep
Gleb Wasiljewicz von Anrep (ros. Глеб Васильевич фон Анреп, ur. 3 września 1890 w Sankt Petersburgu, zm. 11 stycznia 1955 w Kairze) – rosyjsko-brytyjsko-egipski lekarz, fizjolog.

## Życiorys
Urodził się w Sankt Petersburgu 3 września 1890 (według niektórych źródeł 23 września 1891) jako syn profesora Wasilija v. Anrepa (1852–1927) i Praskowii Zacepin (1857–1918), wdowy po Piotrze Szuberskim. Jego starszym bratem był Boris, miał też dwóch przybranych braci z pierwszego małżeństwa matki: Wołodję i Erasta. W 1914 roku ukończył studia na Wojskowej Akademii Medycznej w St. Petersburgu. Jeszcze jako student pracował jako demonstrator w zakładzie fizjologii, a w 1912 roku opisał zjawisko znane dziś jako efekt Anrepa (regulacja Anrepowska). Na studiach poznał Iwana Pawłowa, z którym współpracował i przyjaźnił się. Pawłow wysłał Anrepa w czerwcu 1912 roku do laboratorium Starlinga w Londynie. Podczas wojny służył w armii rosyjskiej jako lekarz wojskowy i został odznaczony Krzyżem świętego Jerzego za dzielność. Podczas wojny domowej w Rosji walczył pod dowództwem gen. Denikina. Po klęsce białych emigrował z żoną do Londynu, a potem do Cambridge.
Na Uniwersytecie w Cambridge początkowo (rok akademicki 1920/1921) był asystentem, potem starszym asystentem (1921/1922–1924/25), docentem (1925/26). W styczniu 1923 roku habilitował się i otrzymał nagrodę Schäfera za osiągnięcia w dziedzinie fizjologii. W 1925 roku otrzymał obywatelstwo brytyjskie. Od 1926/27 do 1931 wykładał fizjologię na Uniwersytecie w Cambridge, w 1928 roku wybrany na członka University College London i Royal Society. W 1931 roku, prawdopodobnie z powodów osobistych, wyjechał do Kairu i objął katedrę fizjologii na tamtejszym uniwersytecie. W 1952 roku, po przewrocie gen. Nadżiba i Nasera, obaleniu króla Faruka I i zniesieniu monarchii, Anrep stracił pracę. Zmarł niedługo później, 11 stycznia 1955 roku.
W styczniu 1917 roku ożenił się z Olgą Wołkow (1893–1929), córką dyrektora firmy naftowej. W kwietniu 1923 roku urodził się syn, John Martin Blaze v. Anrep (1923–1983), ojcem chrzestnym został Pawłow. Olga popełniła samobójstwo przez przedawkowanie morfiny w listopadzie 1929 roku. John służył jako oficer w regimencie Gurkhów, potem emigrował do Afryki Południowej, gdzie pracował jako inżynier, ostatecznie powrócił do Anglii, najpierw do Manchesteru, potem do Sheffield.
W sierpniu 1930 roku ożenił się z kuzynką Diną v. Anrep (1903–1994), w 1938 roku rozwiedli się. Dina powróciła do Niemiec, gdzie wyszła za Leonida v. Lievena.
W 1940 roku ożenił się po raz trzeci, z włoską wdową Idą Weininger (1907–1950). W 1950 roku zginęła tragicznie, po pogryzieniu przez psa. Siostrą Idy była Anna Maria Weininger (1905–?), żona austriackiego filozofa Rudolfa Steinera (1861–1925).

## Wybrane prace
- Anrep G., Hammouda M. Observations on panting. The Journal of Physiology (1932)
- The Regulation of the Coronary Circulation. Physiol. Rev. 6: 596-629 (1926)
- The Irradiation of Conditioned Reflexes. Proceedings of the Royal Society of London. Series B, Containing Papers of a Biological Character 94 (663), s. 404-426, 1923
- Pitch discrimination in the dog. The Journal of Physiology 53 (6): 367. (1920)
- Electrical variation of the pancreas. Proc. Physiol. Soc. 55, 2 (1921/22)
- The influence of the vagus on pancreatic secretion. J. Physiol. (1915)
- On the part played by the suprarenals in the normal vascular reactions of the body. J. Physiol. 45 s. 307-317 (1912/13)
- (tłum.) Pavlov I.P. Conditioned reflexes. New York: Oxford, 1927
- On local vascular reactions and their interpretation. The Journal of Physiology 45, s. 318-327, 1912